# 罗森贝格寄宿学校
罗森贝格寄宿学校（注册名：Institut auf dem Rosenberg - The Artisans of Education，也称为罗森堡寄宿学校、玫瑰山学校，或简称Rosenberg）是一所位于瑞士圣加仑的私立国际寄宿学校，成立于1889年，是面向6－19岁学生的瑞士私立学校之一。该校由Gademann家族拥有，并由其第四代传人经营。该校招收1至12年级的学生，拥有国际化的氛围，为学生提供德国国际文凭、国际文凭、英国普通教育高级程度证书、美国高中文凭等课程。

## 校史
罗森贝格学校由乌尔里希·施密特（Ulrich Schmidt）于1889年创立，最初冠上创始人名字，命名为施密特博士学校（Institut Dr. Schmidt）。 随着学校创始人于1924年去世，学校于1944代被Gademann家族接手并更名。如今，由Gademann家族第4代传人经营。

## 学术课程

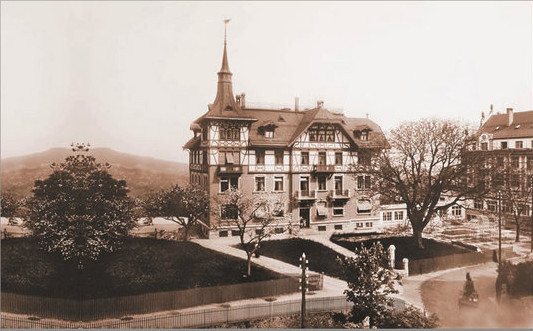

罗森贝格学校提供丰富的国际课程，为学生参加各种外部考试做准备，包括IGCSE、A-Level、进阶先修课程、国际文凭以及德国国际文凭。
此外，罗森贝格学校还是欧洲共同语言参考标准（CEFR A1-C2，包括剑桥、歌德、DELF）、SAT和雅思的官方考点，及罗森贝格教授国际认可的罗森贝格国际课程（RIC）作为核心课程。 1:2的师生比例和平均8名学生的小班教学，使学生能够获得最大限度的灵活性和个人关注。个人发展计划（IDP）确保学生的兴趣和抱负能够与个人发展计划专家的指导密切匹配，以满足他们对大学及其它目标的期望。
罗森贝格学校提供一系列夏令营活动 和冬季课程，使学生有机会将语言课程与学习和发现新技能相结合，并提供支持学生申请世界各国大学的计划。
- 国际文凭（International Baccalaureate, IB）
- 德国国际文凭（German International Baccalaureate, GIB）
- 英国国际中学教育普通证书（IGCSE）
- 英国普通教育高级程度证书（GCE A-Level）
- 美国高中文凭（American High School Diploma）
- 美国进阶先修课程（Advanced Placement Courses）

## 校园生活

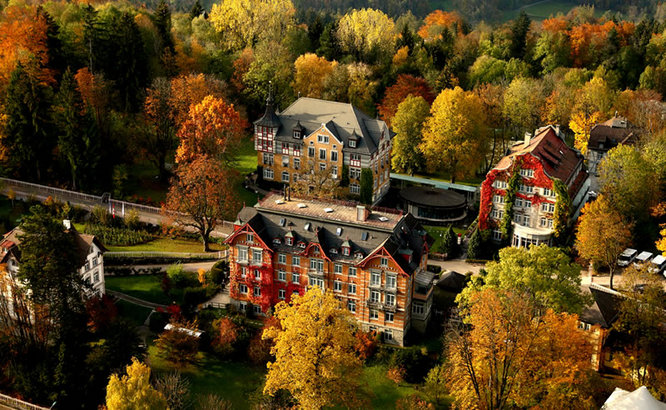
校园鸟瞰图

罗森贝格寄宿学校的学生按照性别和年龄分别安置在经过整修的“青年派艺术风格”别墅中，宿舍带有独立卫生设施的单人间或双人间。学生的学习历程由学校的学术导师进行指导，并由个人发展计划专家监督。

## 著名校友
罗森贝格学校的校友包括商业领袖、政治家、科学家、设计师以及国际王室成员和皇室成员。 罗森贝格校友形成了一个紧密的国际社交网络。 学校实行学生保护政策，不确认或否认在校生或前学生的姓名，但诺贝尔化学奖得主马里奥·J·莫利纳除外。

### 學生
- George Max Yu Song Wah
- Madeleine Dee Yu Ching Wah

## 声誉
2019年，罗森贝格学校被《企业愿景》杂志评为“最具声望的国际寄宿学校”。学校是瑞士私立学校联合会（Swiss Federation of Private Schools, SFPS）以及瑞士国际学校集团（Swiss Group of International Schools, SGIS）的成员 。